# Монастырское (Спасский район)
Монастырское — село в Спасском районе Пензенской области России. Входит в состав Веденяпинского сельсовета.

## География
Село находится в северо-западной части Пензенской области, в лесостепной зоне, в пределах северной окраины Керенско-Чембарской возвышенности, на правом берегу реки Шелдаис, на расстоянии примерно 16 километров (по прямой) к юго-востоку от города Спасска, административного центра района. Абсолютная высота — 163 метра над уровнем моря.

### Климат
Климат характеризуется как умеренно континентальный, с холодной зимой и умеренно жарким летом. Среднегодовая температура — 3,7 °C. Средняя температура воздуха самого холодного месяца (января) составляет −12 °C (абсолютный минимум — −45 °C); самого тёплого месяца (июля) — 19,1 °C (абсолютный максимум — 38 °С). Безморозный период длится 130 дней. Годовое количество атмосферных осадков — 538 мм, из которых большая часть выпадает в период с апреля по октябрь. Снежный покров держится в среднем 136 дней.

## Население
| 1746  | 1762  | 1795  | 1806  | 1864  | 1877  | 1896  |
| ----- | ----- | ----- | ----- | ----- | ----- | ----- |
| 684   | ↗900  | ↘818  | ↗1072 | ↗1291 | ↗1398 | ↗1529 |
| 1911  | 1926  | 1930  | 1939  | 1959  | 1979  | 1989  |
| ↗1820 | ↗1844 | ↗2424 | ↘1086 | ↘651  | ↘405  | ↘300  |
| 1996  | 2002  | 2010  |       |       |       |       |
| ↘288  | ↘230  | ↘199  |       |       |       |       |

### Национальный состав
Согласно результатам переписи 2002 года, в национальной структуре населения русские составляли 100 % из 230 чел.